# Эгибар, Лукас
Лу́кас Эгиба́р (исп. Lucas Eguibar Bretón; род. 9 февраля 1994 года, Сан-Себастьян) — испанский сноубордист, выступающий в сноуборд-кроссе, чемпион мира 2021 года, двукратный призёр чемпионата мира 2017 года, обладатель малого хрустального глобуса сезона 2014/15, участник Олимпийских игр 2014 и 2018 годов.

## Карьера
В соревнованиях Кубка Европы Лукас Эгибар дебютировал в 2010 году в 16-летнем возрасте. Два года спустя, в январе 2012 года дебютировал в Кубке мира на этапе в швейцарском городе Вейсона, где стал 21-м.
На чемпионатах мира дебютировал ещё до первого старта в Кубке мира. На домашнем первенстве мира 2011 года занял в сноуборд-кроссе 51-е место, а через два года уже стал 13-м.
На Олимпиаде в Сочи Эгибар выиграл все старты, кроме полуфинального, где он не смог удержаться на трассе и был дисквалифицирован. Победа в утешительном финале принесла испанцу итоговое 7-е место.
В постолимпийском сезоне испанский сноубордист не только одержал первую в карьере победу на этапе Кубка мира (на этапе в Вейсона), но и смог выиграть малый хрустальный глобус в зачёте бордеркросса. В сезоне 2015/16 одержал свою вторую победу (вновь в том же Вейсона), но в зачёте дисциплины стал только шестым.
На чемпионате мира 2017 года в испанской Сьерра-Неваде завоевал серебро в сноуборд-кроссе, уступив только Пьеру Вольтье. Через день завоевал ещё одно серебро в командном сноуборд-кроссе вместе с Рехино Эрнандесом (золото досталось американцам).
На зимних Олимпийских играх 2018 года нёс флаг Испании на церемонии открытия. В сноуборд-кроссе Эгибар выбыл на стадии 1/8 финала.
В 2021 году на чемпионате мира, который проходил по сноуборду-кроссу в шведском Идре, занял первое место и завоевал чемпионский титул. 

## Победы на этапах Кубка мира (4)
| № | Сезон   | Дата        | Место проведения |
| - | ------- | ----------- | ---------------- |
| 1 | 2014/15 | 14 мар 2015 | Вейсона          |
| 2 | 2015/16 | 6 мар 2016  | Вейсона          |
| 3 | 2018/19 | 16 мар 2019 | Вейсона          |
| 4 | 2019/20 | 7 мар 2020  | Сьерра-Невада    |